# Frébuans
Frébuans település Franciaországban, Jura megyében. Lakosainak száma 388 fő (2022. január 1.). Frébuans Courlaoux, Chilly-le-Vignoble, Gevingey és Trenal községekkel határos.

## Népesség
A település népességének változása:
| Lakosok száma | 196  | 343  | 343  | 341  | 394  | 382  | 373  | 375  | 380  | 388  |
|               | 1968 | 1982 | 1990 | 2006 | 2013 | 2015 | 2017 | 2019 | 2020 | 2022 |